# I skuggan av betongen
I skuggan av betongen är den svenska rapgruppen The Latin Kings andra musikalbum, utgivet 1997. Låtarna Borta i tankar och Botkyrka stylee släpptes som singlar.

## Låtlista
1. Intro: DJ Tony (1:37)
2. Passa micken (3:31)
3. Borta i tankar (4:21)
4. Radio (0:58)
5. Botkyrka stylee (4:06)
6. På rymmen (0:35)
7. Shuno (4:27)
8. Dax för bax (5:03)
9. Vardagsmat (3:25)
10. Så skön (4:01)
11. Fördomar (1:08)
12. Rötter (3:59)
13. King of Kings (0:56)
14. Gitta från verkligheten (3:14)
15. Bengen (4:35)
16. Måla mer! (3:11)

## Listplaceringar
| Lista (1997) | Topplacering |
| ------------ | ------------ |
| Sverige      | 29           |

### Fotnoter
1. ↑  ”I skuggan av betongen”. 26 februari 1997. http://hitparad.se/showitem.asp?interpret=The+Latin+Kings&titel=I+skuggan+av+betongen&cat=a. Läst 15 juni 2013.